# Принцип индивидуализације и социјализације
Принцип индивидуализације и социјализације је педагошки принцип који указује како на познавање потреба и могућности сваке индивидуе понаособ, тако и на интеракцију те индивидуе са социјалном средином.

## Пожељне активности васпитача
Главни циљ васпитања је стварање свестрано развијене личности са свим друштвено прихватљивим особинама савременог човека уз оптималан развој потенцијала саме личности детета. Да би се то постигло, неопходно је сваком ученику прићи индивидуално у оквиру васпитно-образовног рада, јер он поседује јединствене психолошке, физичке и друге особине, као и поменуте потенцијале у оквиру одређених области. Са друге стране, с обзиром да је сваки ученик и део друштвеног система, његово васпитање треба да буде усмерено и ка социјализацији.

## Индивидуализација наставе
Џон Лок је приметио да „нема два детета која би се могла васпитавати истим методама“, јер се ученици међу собом битно разликују према способностима, искуствима, социјалном статусу итд, иако припадају истом разреду. Због тога, ефикаснији рад код сваког ученика ће се постићи индивидуализацијом наставе. Први покушаји да се направи индивидуализована настава се јављају у САД и тим проблемом се баве Серч, Бурк и други. У Европи је ова настава у прво време почела да се примењује са децом ометеном у развоју, а касније и са свом осталом. Најистакнутији педагог на овом пољу је био Швајцарац Р. Дотран.
У модерној школи, где често доминира фронтални облик рада, ученик није довољно активан, као када сам ради, истражује и стиче знања. Међутим, индивидуализација наставе не одбацује у потпуности колективну наставу и фронтални рад, јер то дидактички није ни прихватљиво, али тежи да отклони недостатке овог система. Као један од њих, наводи се усмереност према „просечном ученику“, што спречава поједине ђаке да остваре свој максимум, али и да се развије хомогени колектив. Ученици натпросечних способности су значајно оштећени, а њихова активност је сведена. То може да има за последицу и различите видове недисциплине, те се и омета рад у читавом одељењу. За разлику од класичне, индивидуализирана настава дозвољава брже или спорије напредовање ученика, помоћ им се пружа онда када је најпотребнија, а развија се самосталност и иницијатива. Доминирају учење путем решавања проблема и креативно учење.
Неки аутори наводе разлику између термина: индивидуална, индивидуалистичка и индивидуализирана настава:
- Индивидуална настава је вид наставе коју организује наставник само са једним учеником.
- Индивидуалистичка настава је она која подређује интересе колектива интересима појединца.
- Индивидуализирана настава повезује индивидуалне и колективне интересе и има за последицу социјализацију ученика; ангажујући га према сопственим способностима и тежећи да га учини самосталним и да преузме иницијативу, чиме се побољшава рад читаве групе.